# Volo (Illinois)
Volo es una villa ubicada en el condado de Lake en el estado estadounidense de Illinois. En el Censo de 2010 tenía una población de 2929 habitantes y una densidad poblacional de 282,65 personas por km².

## Geografía
Volo se encuentra ubicada en las coordenadas 42°19′48″N 88°9′48″O / 42.33000, -88.16333. Según la Oficina del Censo de los Estados Unidos, Volo tiene una superficie total de 10.36 km², de la cual 10.16 km² corresponden a tierra firme y (1.95%) 0.2 km² es agua.

## Demografía
Según el censo de 2010, había 2929 personas residiendo en Volo. La densidad de población era de 282,65 hab./km². De los 2929 habitantes, Volo estaba compuesto por el 82.08% blancos, el 2.05% eran afroamericanos, el 0.17% eran amerindios, el 8.23% eran asiáticos, el 0.07% eran isleños del Pacífico, el 4.47% eran de otras razas y el 2.94% pertenecían a dos o más razas. Del total de la población el 12.19% eran hispanos o latinos de cualquier raza.